# Dania na Zimowych Igrzyskach Olimpijskich 1960
Reprezentacja Danii na Zimowych Igrzyskach Olimpijskich 1960 w amerykańskim Squaw Valley liczyła jednego zawodnika. Był nim łyżwiarz Kurt Stille. Był to trzeci w historii start Danii na zimowych igrzyskach olimpijskich.

## Wyniki

### Łyżwiarstwo szybkie

#### 1500 metrów mężczyzn
| Zawodnik    | Czas   | Miejsce | Źródło |
| ----------- | ------ | ------- | ------ |
| Kurt Stille | 2:15.8 | 13.     | [ 1 ]  |

#### 5000 metrów mężczyzn
| Zawodnik    | Czas   | Miejsce | Źródło |
| ----------- | ------ | ------- | ------ |
| Kurt Stille | 8:33.0 | 27.     | [ 2 ]  |

#### 10000 metrów mężczyzn
| Zawodnik    | Czas    | Miejsce | Źródło |
| ----------- | ------- | ------- | ------ |
| Kurt Stille | 17:00.0 | 17.     | [ 3 ]  |